# Габович, Александр Маркович
Александр Маркович Габо́вич (1907 — 1974, Москва) — советский театральный режиссёр.

## Биография
Актёр Театра-студии Р. Н. Симонова (1926—1937), заведовал его учебной частью. Актёр МАДТ имени Е. Б. Вахтангова (1939—1956) и его Фронтового филиала (1941—1945). Участвовал в постановках спектаклей и концертных программ.
Брат — Габович, Михаил Маркович

## Творчество
- 1942 — «Свадебное путешествие» В. А. Дыховичного (совместно с А. И. Ремизовой); «Бессмертный» А. Н. Арбузова и А. К. Гладкова (совместно с А. А. Орочко); «Наш корреспондент» (совместно с А. А. Орочко и А. И. Ремизовой)
- 1949 — «Заговор обречённых» Н. Е. Вирты (совместно с Р. Н . Симоновым)
- 1955 — «Светлая» В. В. Лаврентьева

## Награды и премии
- Сталинская премия второй степени (1950) — за постановку спектакля «Заговор обречённых» Н. Е. Вирты[2]
- орден Красной Звезды (26.2.1945[3])
- Медаль «За трудовую доблесть» (16.12.1946)[4]
- медали